# Maria Carla Bresciani
Maria Carla Bresciani (ur. 16 lipca 1973) – włoska lekkoatletka specjalizująca się w skoku o tyczce.

## Osiągnięcia
- wielokrotna mistrzyni i rekordzistka kraju

W 1997 awansowała do finału podczas rozegranych w Paryżu halowych mistrzostw świata. Jako jedyna z 12 finalistek nie zaliczyła w finale żadnej wysokości i nie została sklasyfikowana.

## Rekordy życiowe
- skok o tyczce (stadion) – 4,20 (2000)
- skok o tyczce (hala) – 4,20 (2000 & 2003)